# Givet
Givet – miejscowość i gmina we Francji, w regionie Grand Est, w departamencie Ardeny.
Według danych na rok 1990 gminę zamieszkiwało 7775 osób, a gęstość zaludnienia wynosiła 422 osób/km².

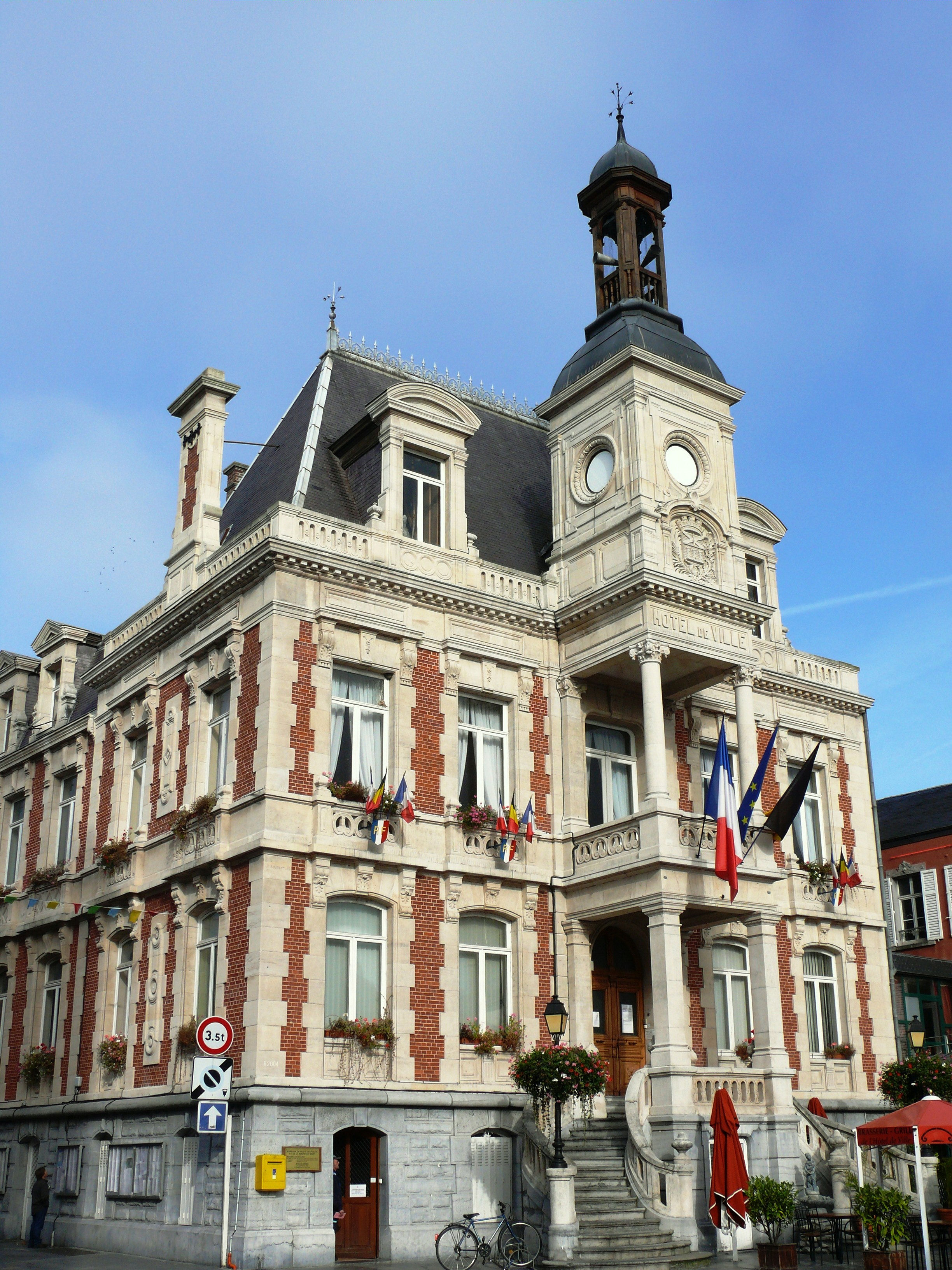
Ratusz w Givet (2010)

## Populacja

Populacja Givet w latach 1962–2008